# Reşadiye, Doğanşehir
Reşadiye là một xã thuộc huyện Doğanşehir, tỉnh Malatya, Thổ Nhĩ Kỳ. Dân số thời điểm năm 2011 là 368 người.